# 都城自動車学校
株式会社都城自動車学校（みやこのじょうじどうしゃがっこう）は宮崎県都城市高城町桜木にある宮崎県公安委員会指定自動車教習所である都城ドライビングスクールを運営する企業。
- 取得出来る免許
  - 普通自動車
  - 中型自動車
  - 大型特殊自動車
  - けん引
  - 小型自動二輪
  - 中型自動二輪
  - 大型自動二輪

## アクセス
- 都城インターチェンジより5分